# Rim
Rim (nep. रिम) – gaun wikas samiti w zachodniej części Nepalu w strefie Rapti w dystrykcie Salyan. Według nepalskiego spisu powszechnego z 2011 roku liczył on 835 gospodarstw domowych i 4262 mieszkańców (2235 kobiet i 2027 mężczyzn).